# Trap Nation
Trap Nation é um canal americano do YouTube, com sede em Los Angeles, que lança músicas e remixes nos gêneros de música eletrônica.
Trap Nation é o canal principal da The Nation Network uma rede que inclui os canais Chill Nation, Bass Nation, Rap Nation, Indie Nation, R&B Nation, House Nation e Latin Nation.
Em Fevereiro de 2018, The Nations se tornou a maior rede no YouTube, com mais de 28 milhões de inscritos em conjunto. O canal principal, Trap Nation, é atualmente o 31° canal com mais inscritos no YouTube.

## História
Trap Nation foi fundado em setembro de 2012 por Andre Willen Benz, quando ele tinha 15 anos de idade. O canal ganhou novos inscritos quando um upload do remix de San Holo da música "The Next Episode" do Dr. Dre alcançou 23 milhões de visualizações em apenas 7 meses.
Até o final de 2016, o Trap Nation estava incluída nos 10 melhores canais do YouTube, que crescem mais rapidamente, pelo Tubefilter, recebendo uma média de 70 milhões de novas visualizações por semana.
O Trap Nation possui mais de 20 milhões de assinantes e tem uma média de 500 mil assinantes por mês. também atualmente possui uma das maiores listas de reprodução independentes da Spotify com mais de 1 milhão de seguidores e uma média de 200,000 ouvintes mensais.

### Lowly Palace
Em setembro de 2016, a Lowly Palace foi fundada, a gravadora independente do Trap Nation. Em menos de um ano, o canal acumulou quase 100 mil assinantes.

## Eventos

### Primeiro evento
Em 2016, Trap Nation realizou seu primeiro evento ao vivo em Danbury, CT, onde Botnek e Lookas tocaram.

### SXSW
Em março de 2017, o Trap Nation e Chill Nation colaboraram com o Monster's Outbreak House em uma série de eventos colaborativos no SXSW, com artistas como Illenium, San Holo, Whethan, Jay Guedz e muito mais.

### EDC
Em junho de 2017, o Trap Nation realizou o maior evento com carros alegorigos da  EDC, atingindo uma multidão de mais de 4.000 pessoas. A programação apresentou artistas como Alan Walker, Troyboi, Boombox Cartel, Autograf e outros.
Trap Nation também foi patrocinador oficial do Insomniac no evento, ao junto de Sunglass Hut, Uber, Smirnoff e Corona.

## Elogios
Em 2015, o Trap Nation foi incluído nos 10 melhores parceiros de música preferidos do Google/YouTube . O Trap Nation também está no top 1 dos canais de música eletrônica preferidos do Google.
Em junho de 2017, o Trap Nation foi o 44º canal mais assistido no YouTube e acumulou mais de 5 bilhões de visualizações totais. o Trap Nation também foi classificado pela Billboard como o curador de dança n° 1 no YouTube ao lado de Monstercat, Mr.SuicideSheep, Proximity e Majestic Casual.

## Canais irmãos
- Chill Nation
- House Nation
- Rap Nation
- Bass Nation
- R&B Nation
- Indie Nation
- Latin Nation